# 불법적 간섭
|                                                      |
| 불법행위법                                           |
| 영미법 시리즈                                        |
| 과실                                                 |
| 주의의무 · 주의기준                                  |
| 근인 · 사실추정의 원칙                               |
| 과실계산 · 가해자 완전책임                           |
| 과실의 정신적 가해행위                               |
| 구조원칙 · 구조의무                                  |
| 법률상 불법행위                                      |
| 제조물책임법 · 고위험 행위                           |
| 불법침입인 · 승낙출입자 · 고객                       |
| 유인적 위험물                                        |
| 재산관련 불법행위                                    |
| 불법침해 · 컨버전                                    |
| 압류동산회복소송 · 동산점유회복소송 · 횡령물회복소송 |
| 유해물                                               |
| 근린방해 · 라일랜즈 대 플레처 판결                   |
| 의도적 불법행위                                      |
| 폭행위협 · 폭행 · 불법감금                           |
| 정신적 피해                                          |
| 승낙 · 필요 · 자기방어                               |
| 명예관련 불법행위                                    |
| 명예훼손 · 사생활 침해                               |
| 신뢰훼손 · 절차악용                                  |
| 악의적 기소                                          |
| 경제적 불법행위                                      |
| 사기 · 불법적 간섭                                   |
| 음모 · 영업방해                                      |
| 의무, 변론, 구제방법                                 |
| 상대적 과실과 과실 기여                              |
| 명백한 회피 기회 원칙                                |
| 상급자책임 · 동의는 권리침해 성립을 조각             |
| 패륜적 계약에서 채권발생 없다                        |
| 손해배상 · 금지명령                                  |
| 영미법                                               |
| 미국의 계약법 · 미국의 재산법                        |
| 미국의 유언신탁법                                    |
| 미국의 형법 · 미국의 증거법                          |

불법적 간섭(라틴어: Tortious interference)는 영미법내 불법행위법의 한 개념으로 개인이 원고의 계약이나 사업상 관계에 불법적으로 간섭을 하여 손해를 입히는 것을 말한다.

## 요건
1. 원고와 제3자 사이에는 계약적 관계가 존재한다
2. 피고는 관계 또는 기대 내용에 대해 알고 있거나 알고 있었어야 한다
3. 피고에 의한 고의적 방해는 관계 또는 기대를 파기하거나 종결짓는 것을 포함한다

## 사례
계주 A는 계의 운영이 어려워지자 甲에게 빚을 지고 가재도구까지 담보로 설정하여 놓았다. A가 계속적으로 빚을 못갚자 甲은 A의 계운영권이라도 인수받아 운영하기로 마음먹고, 계원들이 있는 자리에서 A는 과부의 몸이고, 계금을 모아서 도망가더라도 어느 한 사람 책임지고 도와 줄 사람이 없으니 계금을 A에게 주지 말고 나에게 달라" 고 하한 경우 불법적 간섭에 해당할 수 있다.

## 같이 보기
- 계약법
- 업무방해죄

## 참고 문헌
- 서철원,《미국 불법행위법》,법원사, 2005. (ISBN 8991512011)
- 이상윤,《영미법》,박영사, 2003.
- Black's Law Dictionary 1486 (8th ed. 2004).
- 이태희,임홍근 지음, 법률영어사전, 법문사. 2007. (ISBN 9788918010519)